# Lancia Fulvia
Die Lancia Fulvia ist ein Automobil des italienischen Herstellers Lancia. Das Fahrzeug wurde von Herbst 1963 bis Anfang 1976 gebaut und gilt als Nachfolger der Lancia Appia.
Wie andere Lancia-Modelle nach der 1950 vorgestellten Aurelia, war die Fulvia nach einer klassischen Römerstraße – hier der Via Fulvia – benannt.
Die Fulvia war als Berlina (Limousine) und als Coupé erhältlich. Außerdem gab es, wie bei Lancia üblich, ein bei Carrozzeria Zagato entworfenes und in Kleinserie gebautes Fließheckcoupé mit dem traditionellen Namen Sport. Das technische Konzept der Fulvia stammt von Professor Antonio Fessia, die Form der Limousine und des Fulvia Coupés wurde von Pietro Castagnero im Centro Stile bei Lancia entworfen. Der Lancia Fulvia Sport auf der technischen Basis des Coupés wurde bei Zagato von Ercole Spada gezeichnet.
Die Lancia Fulvia basierte auf der im Herbst 1960 erschienenen, größeren Lancia Flavia. Beide Modelle hatten Frontantrieb und klare gerade Linien. Alle Fulvia-Modelle hatten Scheibenbremsen, das Fahrwerk mit Doppelquerlenkern und Querblattfeder vorn und hinten eine Starrachse mit Blattfedern, Stabilisator und Längslenker sorgte für eine gute Straßenlage.
Im Herbst 1972 wurde das System der Benennung nach römischen Straßen geändert: der unter Fiat-Regie gebaute Nachfolger der Fulvia war der Lancia Beta.

## Erste Serie (1963–1969)
Zum Marktstart im Herbst 1963 war nur die viertürige Limousine erhältlich. Im Frühjahr 1965 wurde als Ergänzung das filigrane Coupé vorgestellt, das zudem in einer speziellen Rallye-Version lange Jahre im Rennsport eingesetzt wurde und auch Titel gewann.
Ab Ende 1965 war auf der Basis des Werkscoupes der von Ercole Spada bei Zagato gestaltete Lancia Fulvia Sport lieferbar.

### Fulvia Berlina
Die Lancia Fulvia 1C Berlina wurde von einem V4-Motor mit einem Zylinderwinkel von nur 13° angetrieben. Das 1091-cm³-Triebwerk wurde mit einer Neigung von 45° eingebaut und besaß zwei obenliegende Nockenwellen. Mit einem Einfach-Registervergaser leistete es 44 kW (58 PS) bei 5800/min, gerade genug, um die mit 1040 kg relativ schwere Limousine auf 138 km/h zu beschleunigen.
Ab Herbst 1964 wurde die Fulvia 2C angeboten. Zwei Solex-Doppelvergaser erhöhten die Leistung auf 71 PS und sorgten für bessere Fahrleistungen.
Ab Anfang 1967 ergänzte Lancia die Palette um die Version GT in der 1,2-Liter-Klasse, die 80 PS leistete. Den Motor gab es in drei Hubraumvarianten (1199 cm³ [79 PS], 1216 cm³, 1231 cm³).
Mitte 1968 kam die Fulvia GTE, eine Limousine mit dem stärkeren 1298-cm³-Motor mit 87 PS bei 6000/min.

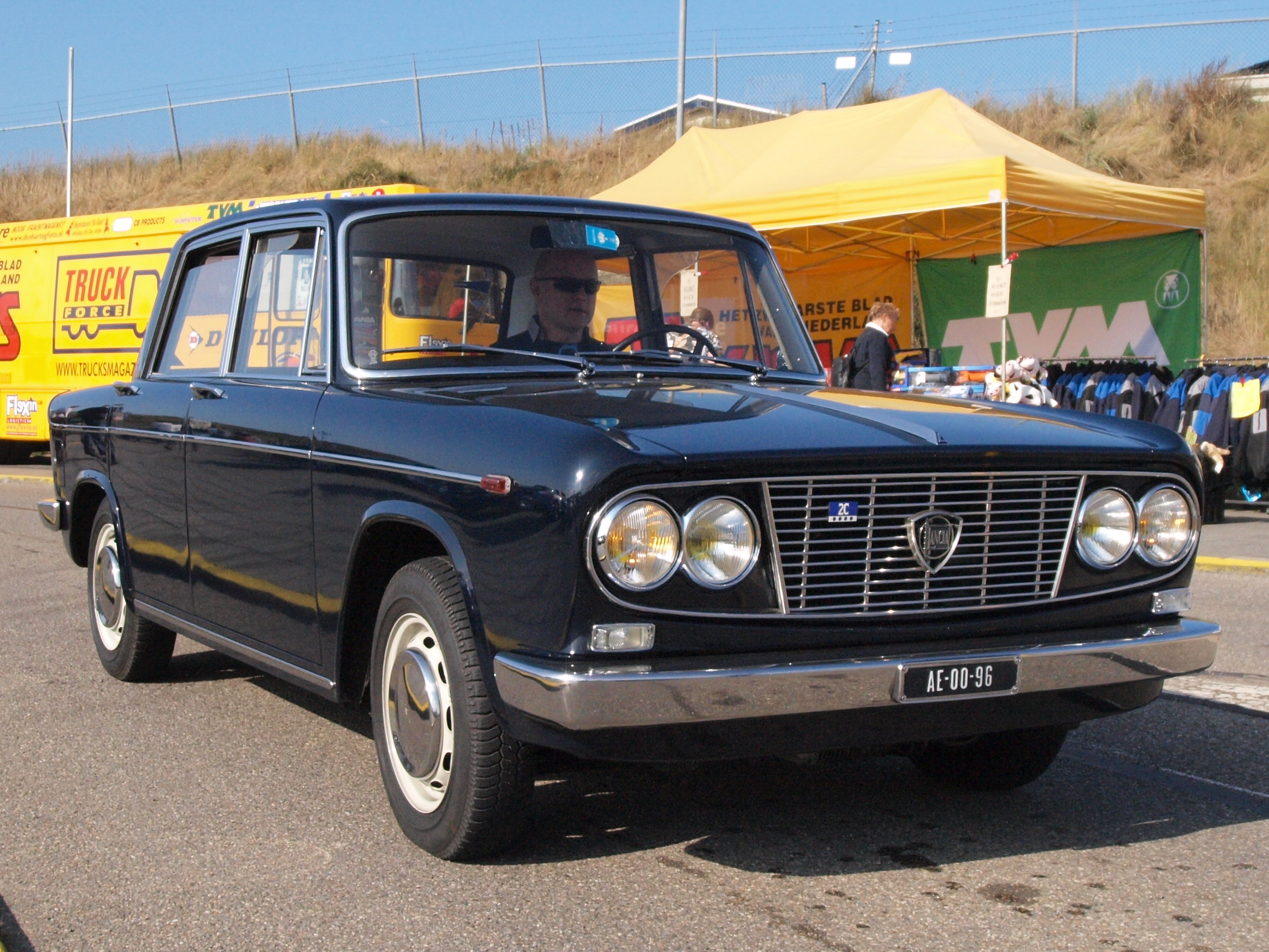
Lancia Fulvia Berlina (1963–1969)
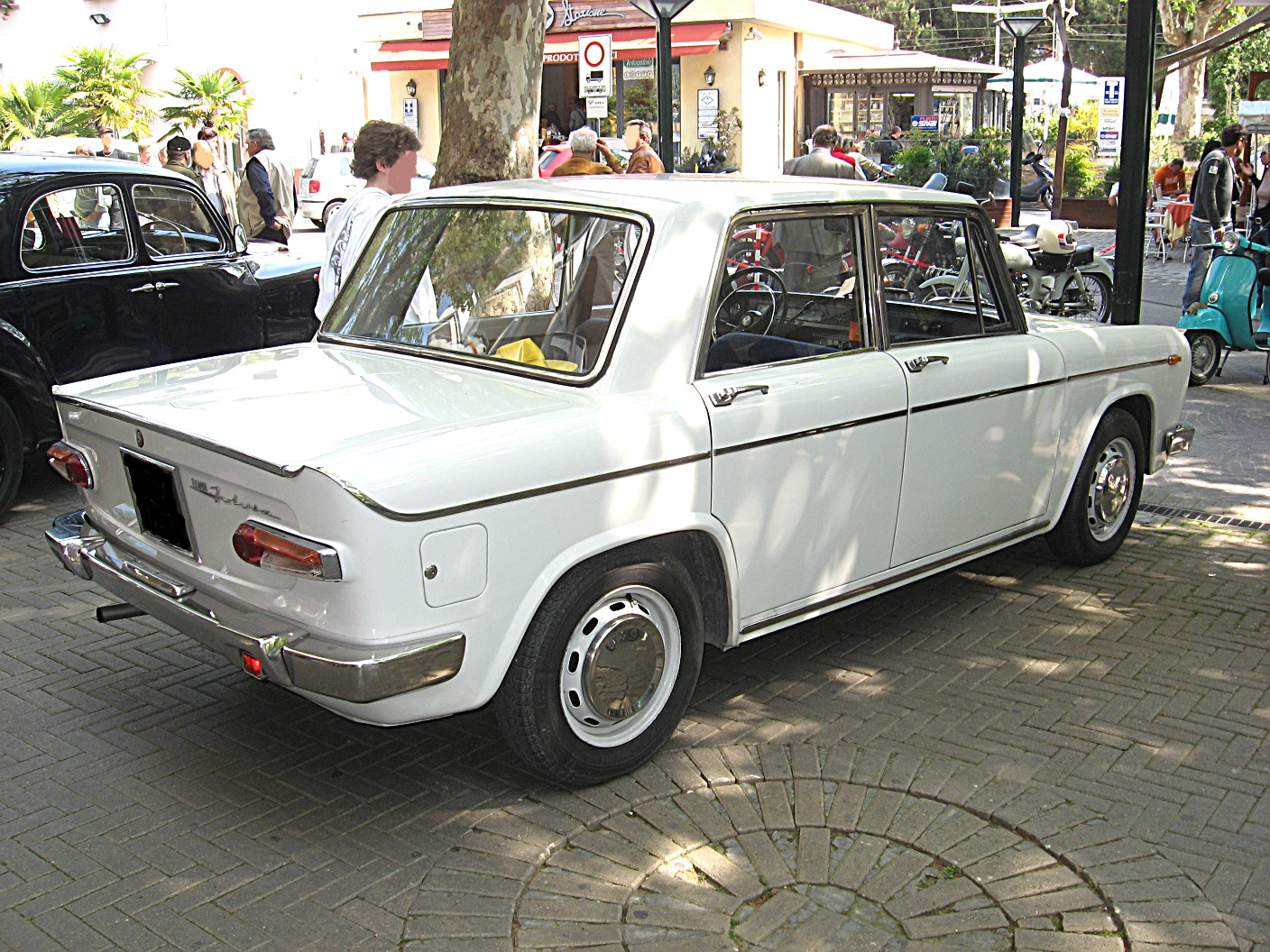
Heckansicht
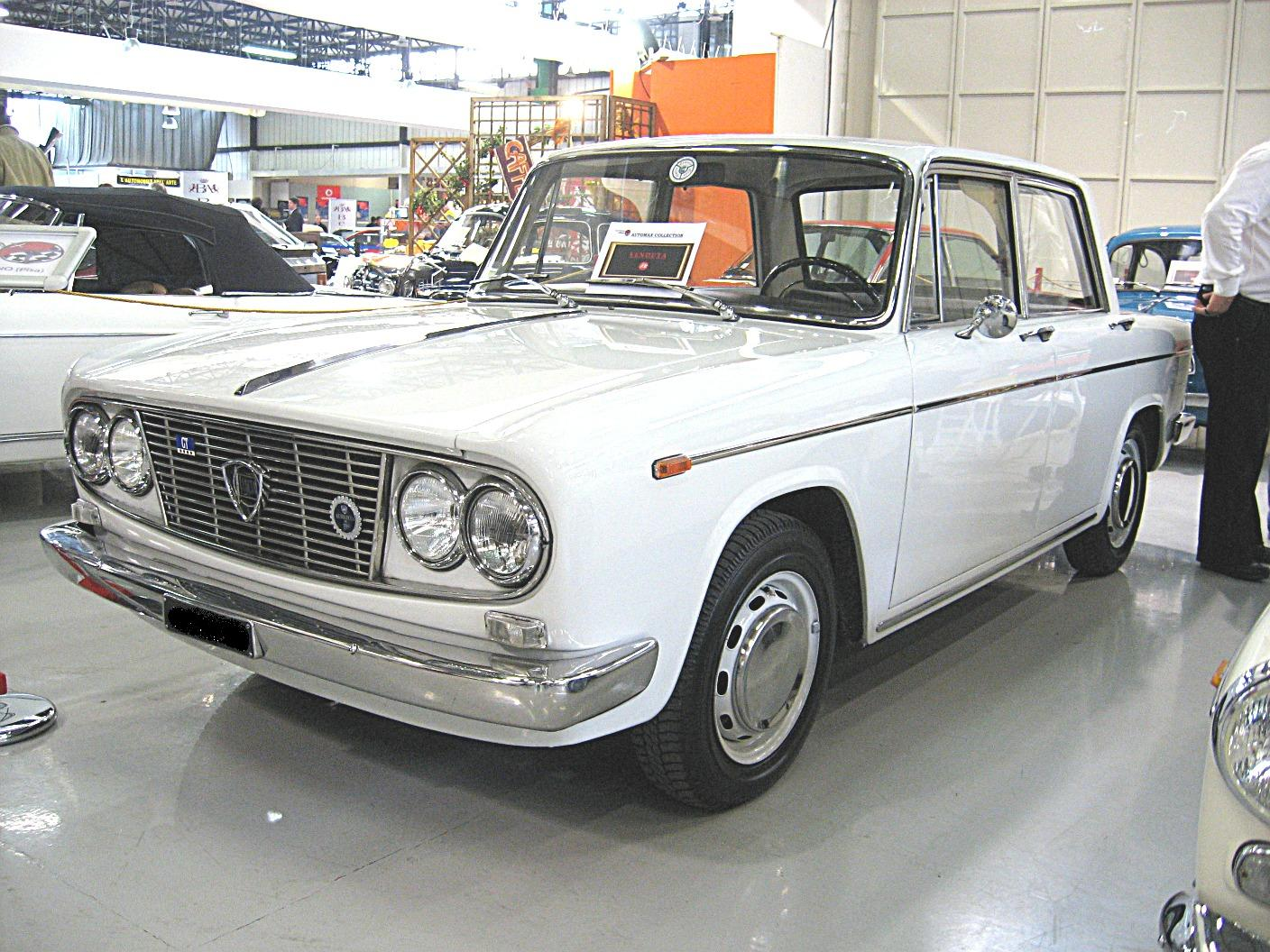
Lancia Fulvia Berlina GT (1967–1969)

### Fulvia Coupé
Auf dem Genfer Autosalon stellte Lancia im März 1965 das elegante Fulvia 1.2 Coupé vor. Mit seinem zeitlosen, grazilen Design gilt das Fulvia Coupé als das Meisterwerk Pietro Castagneros. Das Fulvia Coupé basierte auf der auf 2330 mm Radstand verkürzten Bodengruppe der Limousine. Mit einem auf 1216 cm³ vergrößerten Motor mit 59 kW (80 PS) bei 6000/min, verbessertem Fahrwerk, nur 960 kg Gewicht und einem cw-Wert von 0,39 erreichte das Coupé der ersten Serie eine Geschwindigkeit von 160 km/h. Von Frühjahr 1967 bis Ende 1969 gab es das Fulvia 1.2 Coupé mit unveränderter Leistung mit einem 1231-cm³-Motor.
Anfang 1966 kam das Coupé Fulvia 1.2 HF in den Handel. Der 1216-cm³-Motor leistete nun 65 kW (88 PS), das Gewicht wurde durch Aluminiumhauben und Plexiglasscheiben auf 825 kg reduziert. Mit diesem Modell begann die Serie der sportlichen Erfolge der Fulvia-Baureihe.
Im Frühjahr 1967 wurde das Lancia Fulvia Coupé 1.3 vorgestellt, der Motor hatte nun einen Hubraum von 1298 cm³ und leistete 64 kW (87 PS) bei 6000/min.
Der von Frühjahr 1967 bis Ende 1969 hergestellte Fulvia 1.3 HF erreichte mit ihren 74 kW (101 PS) aus 1298 cm³ bei 6400/min eine Geschwindigkeit von 174 km/h.
Im Herbst 1968 erschien das Coupé Fulvia 1.3 S Rallye, ausgestattet mit dem Unterdruck-Bremskraftverstärker und dem Ölkühler des Fulvia 1.3 HF. Der Motor leistete jetzt 70 kW (93 PS) bei 6200/min.
Ende 1968 zeigte Lancia auf dem Turiner Autosalon das Lancia Fulvia Coupé 1.6 HF. Der sogenannte „540“-Motor mit seinen charakteristischen gelben Ventildeckeln hatte nun einen Hubraum von 1584 cm³. Der Zylinderwinkel des V-4-Motors betrug nur noch 11°20'. Mit den auf 40 mm vergrößerten Solex-Vergasern und einem Verdichtungsverhältnis von 10,5:1 leistete es jetzt 86 kW (114 PS) bei 6000/min – genug für 180 km/h.
Fast gleichzeitig bot das Werk eine „Variante 1016“ genannte Sportversion an. Eine schärfere Nockenwelle, 45-mm-Solexvergaser und eine auf 11,3:1 gesteigerte Verdichtung erhöhten die Leistung auf 99 kW (132 PS) bei 6600/min und die Geschwindigkeit auf 190 km/h.
Beide Versionen hatten jetzt ein Fünfganggetriebe und Leichtmetallfelgen und hatten ein Gewicht von 850 kg. Wegen der großen Fernscheinwerfer erhielt der Fulvia 1.6 HF den Spitznamen „Fanalone“.

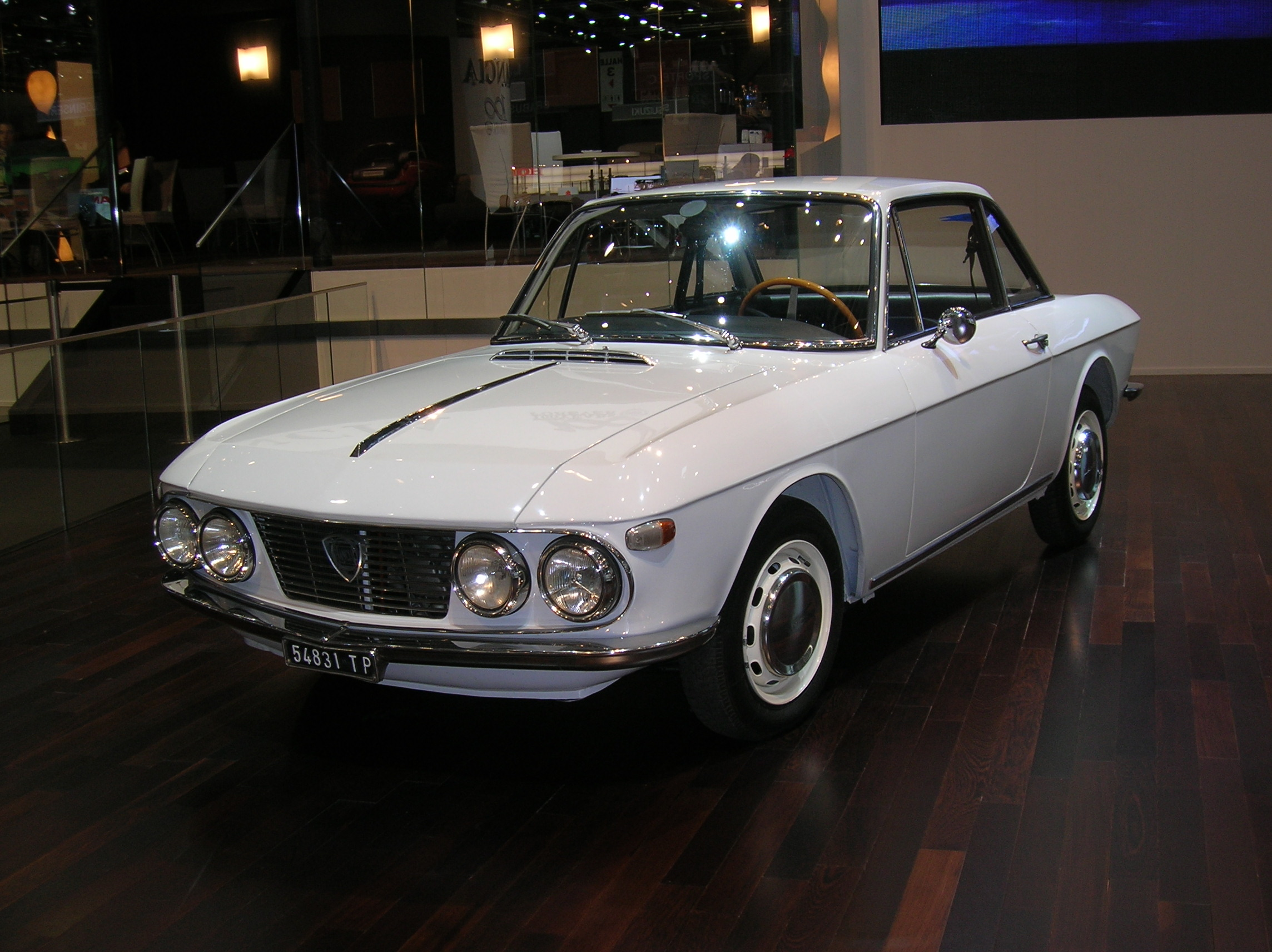
Lancia Fulvia Coupé (1965–1970)
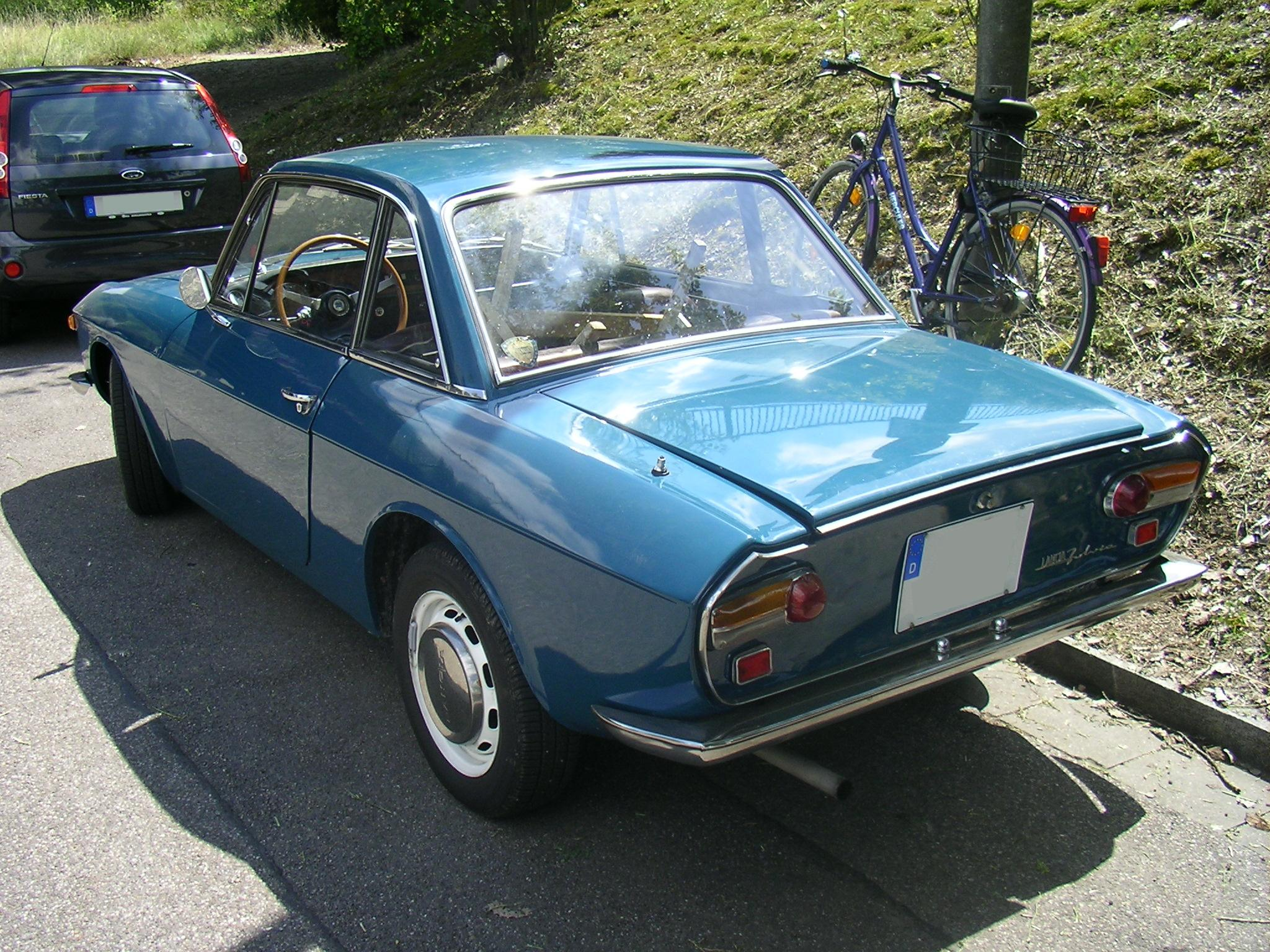
Heckansicht

### Fulvia Sport
Die dritte Karosserievariante des Fulvia wurde von Ercole Spada bei Zagato im Auftrag von Lancia gezeichnet: der Ende 1965 präsentierte Lancia Fulvia Sport, ein Coupé, das sich optisch völlig von den anderen Varianten unterschied. Alle Versionen des Fulvia Sport wurden im Werk in Terrazano di Rho mit viel Handarbeit hergestellt. Einige Blechteile presste der Turiner Zulieferer Ellebi. Mechanisch identisch mit dem Fulvia 1.2 Coupé, sorgten eine verbesserte Aerodynamik, eine gewichtsreduzierende Aluminiumkarosserie und eine geänderte Getriebeuntersetzung für Fahrspaß und eine höhere Endgeschwindigkeit. Bei 915 kg Gewicht erreichte der Fulvia Sport der ersten Serie 169 km/h.
Wie bereits im extravaganten Flavia Sport ließ sich auch in dem etwas konventionelleren Fulvia Sport das Heckfenster elektrisch öffnen, um eine gute Entlüftung des Innenraumes sicherzustellen.
Die Weiterentwicklung des Coupé wirkte sich auch auf den Fulvia Sport aus: 1967 kam der Fulvia Sport 1.3 mit dem auf 1298 cm³ vergrößerten Motor mit 87 PS. Die ersten 709 Fahrzeuge des Fulvia Sport 1.3 erhielten noch die Aluminiumkarosserie. Die späteren besaßen eine Stahlkarosserie, Hauben und Türen wurden weiter aus Aluminium gefertigt. Das führte bei deutlich besserer Stabilität zu einem Mehrgewicht von 20 kg.
Im Herbst 1968 erschien der Lancia Fulvia Sport 1.3 S: wie das Coupé Fulvia 1.3 S war er mit dem Unterdruck-Bremskraftverstärker und dem Ölkühler des Fulvia HF ausgestattet. Wie üblich war die Zagato-Variante etwas schneller: der Fulvia Sport 1.3 S erreichte 180 km/h, 7 km/h mehr als das als identisch motorisierte Coupé.

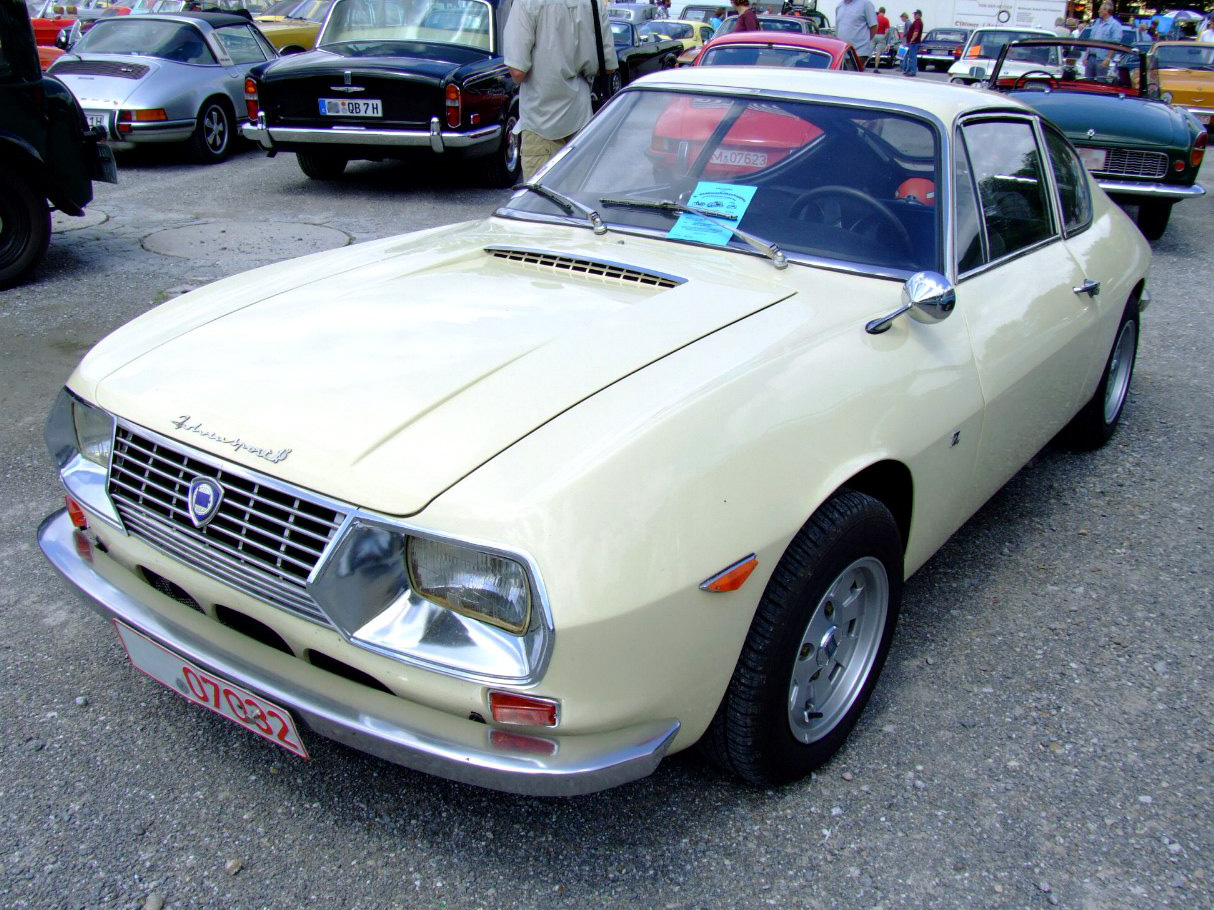
Lancia Fulvia Sport (1965–1970)
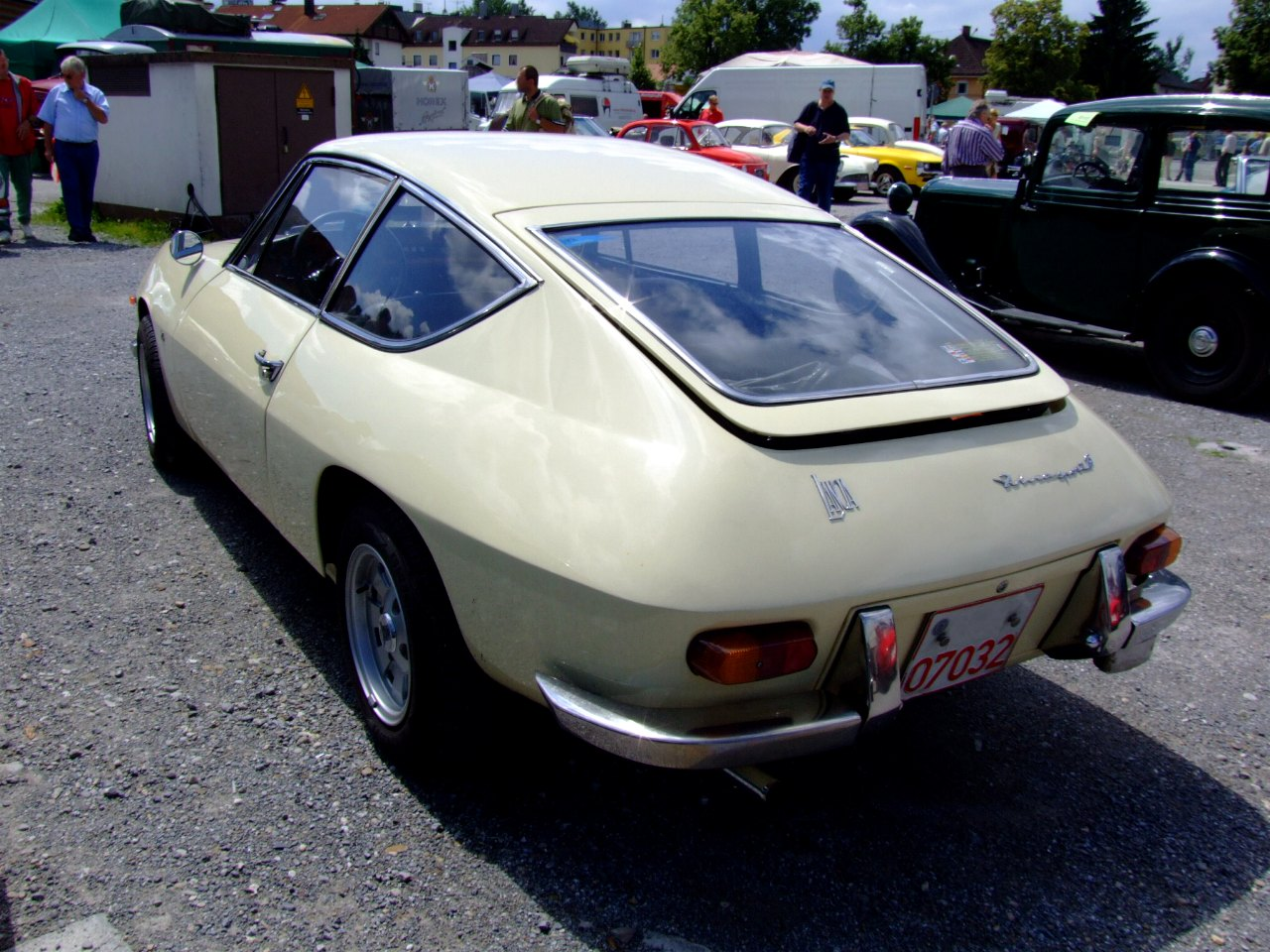
Heckansicht

## Zweite Serie (1969–1976)
Am 24. Oktober 1969 übernahm Fiat die Firma Lancia. Trotz vieler Umstrukturierungen liefen die drei Varianten des Lancia Fulvia weiter vom Band, wobei sie zeitgleich optisch und technisch überarbeitet wurden.

### Fulvia Berlina
Die kurz nach der Übernahme vorgestellte Fulvia-Limousine wies einige technische Änderungen auf, die vor allem die Bremsanlage betrafen. Das überarbeitete Modell besaß statt des Dunlop-Systems nun eine verbesserte Lancia/Girling-Superduplex-Bremsanlage, ein Zweikreis-Bremssystem, dessen erster Kreis die hinteren Radbremszylinder und zwei von vier Bremszylindern der Vorderachse und dessen zweiter Kreis die anderen beiden Zylinder der Vorderachse umfasste. Ab 1970 besaßen überdies alle Modelle der zweiten Serie ein Fünfganggetriebe.
Äußerlich waren ein geänderter Kühlergrill mit schwarzen Rippen, eine veränderte Leuchteneinfassung und die ovalen Rückleuchten die auffälligsten Kennzeichen der modifizierten Fulvia. Die Stoßstangen erhielten eine Gummilippe. Der Radstand wuchs von 2480 mm auf 2500 mm. Die hinteren Türen erhielten einen Steg zur besseren Versenkbarkeit der Fenster.
Innen wurde der Armaturenträger grundlegend überarbeitet. Fortan kamen konventionelle Rundinstrumente zum Einsatz. Die Heizungs-/Lüftungsbedienung wurde geändert. Die Sitze und Polster wurden verändert. Für die Fondsitze gab es Befestigungspunkte für Gurte. Im Laufe der Bauzeit der zweiten Serie wanderten überdies die Aschenbecher für die Fondpassagiere von den Vordersitzlehnen in die Türen.
Im Oktober 1972 wurde die Fertigung der Limousine eingestellt. Als Nachfolger gilt der mit Schrägheck versehene Beta.

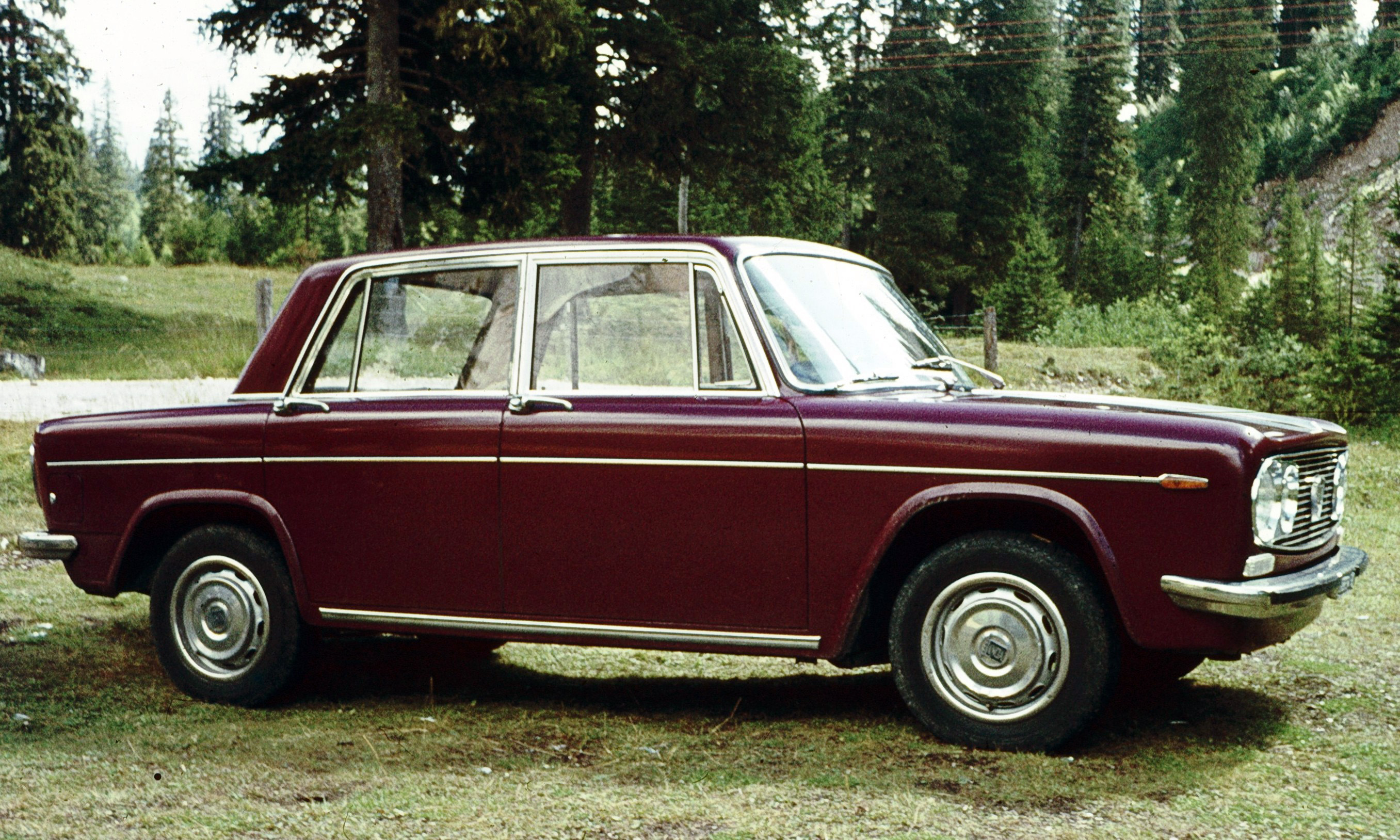
Lancia Fulvia Berlina (1969–1972)
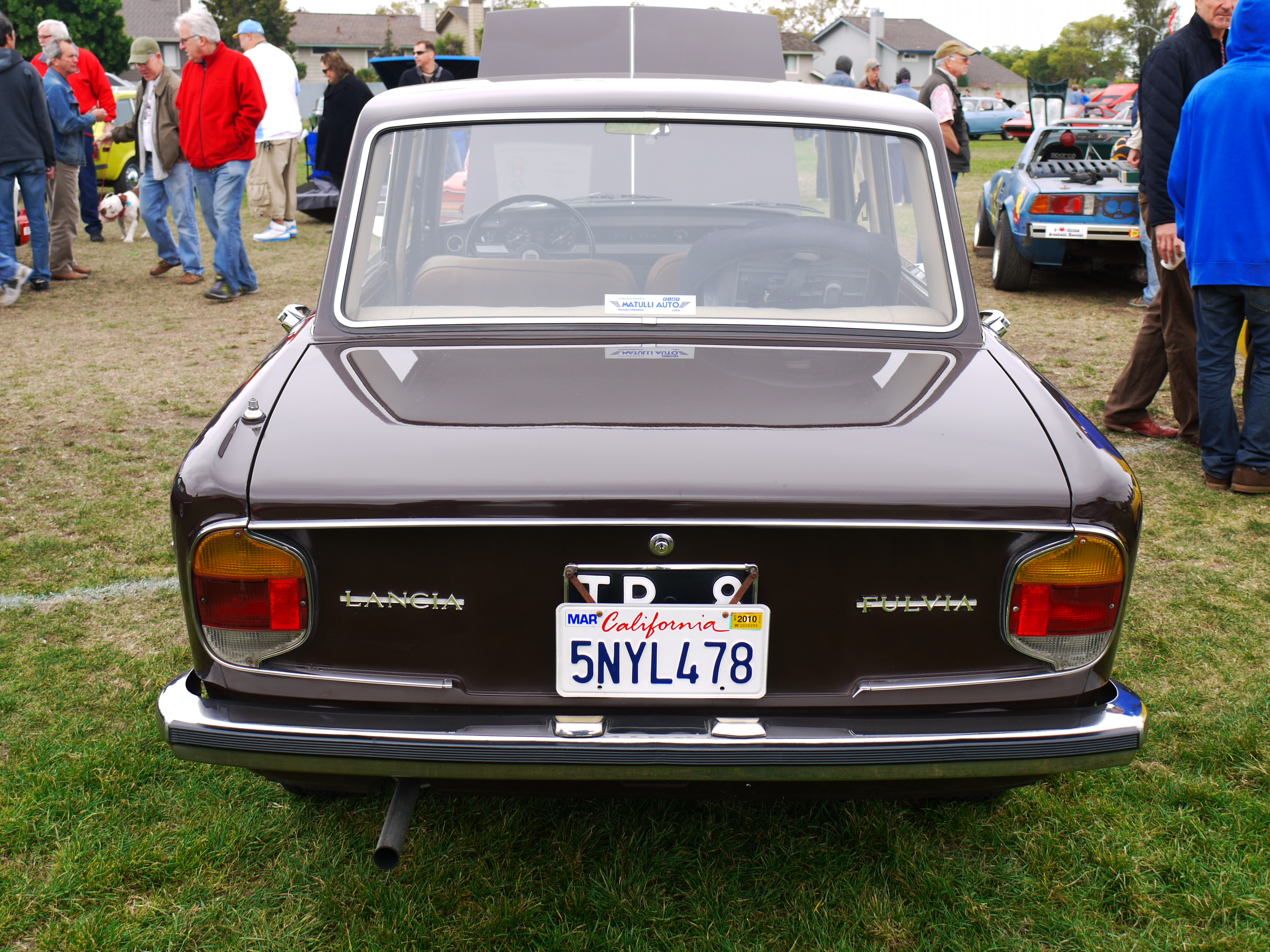
Heckansicht

### Fulvia Coupé
Das Lancia Fulvia 1.3 S Coupé der zweiten Serie wurde von Mitte 1970 bis Anfang 1976 gebaut, unter dem gleichen Namen wie schon in der späten ersten Serie. Wie alle Wagen der zweiten Serie hatte auch der neue Fulvia 1.3 S ein aus dem 1.6 HF abgeleitetes 5-Gang-Getriebe (dort noch dem 4-Gang-Getriebe „aufgesetzt“) und die Superduplex-Bremsanlage. Der 1298-cm³-Motor leistete jetzt 90 PS bei 6000/Min, die Höchstgeschwindigkeit lag bei 170 km/h.
In Anlehnung an die sportlichen Erfolge des 1600 HF-Coupé wurden auf dieser Basis die beiden Sondermodelle „Montecarlo“ und „Safari“ hergestellt. Beide unterschieden sich durch leichte Adaptierungen an der Karosserie (hintere Radläufe) ansonsten nur in wenigen Ausstattungsdetails vom Serienmodell. Alle drei Modelle hatten jedoch die gleichen Sitze mit integrierten Kopfstützen („1600-HF-Sitze“).
Zwischen Mitte 1970 und Frühjahr 1973 wurde der Lancia Fulvia 1600 HF in zwei Varianten produziert: als 1600 HF und 1600 HF Lusso. Dieses Modell war ein im Vergleich zum sportlichen Fulvia 1.6 HF der ersten Serie komfortorientiertes Coupé mit dem (fast) gleichen 1584-cm³-Motor und nur wenig schlechteren Fahrleistungen. Bei beiden Ausführungen (1,6 HF und 1600 HF) kamen die gleichen Vergasergrößen zum Einsatz (42). Beide 1600er-Modelle erreichten Geschwindigkeiten von bis zu 190 km/h.
Das Coupé 1600 HF Lusso bot einiges mehr als das abgespeckte Competition-Modell 1600 HF: Stoßfänger vorne sowie hinten mit Lichtern und Blinkern, verchromte Scheibenrahmen an Front und Heck, Dreieck-Ausstellfenster, Türlampen, Seitenverkleidungen im Innenraum, Teppich und Bodenmatten (zusätzlich zum Gummimattensatz), Reserverad-Abdeckung, vorwärts klappbare Rückenlehnen der Fahrersitze, Armlehnen und Türgriffe, Dämmmaterial und Verkleidungen (Antidröhnmatten).
Die letzte Variante war der von Frühjahr 1975 bis Anfang 1976 gebaute Fulvia 3, zu unterscheiden vom Fulvia 1.3 S durch modisch weiß unterlegte Instrumente. Bei diesem Modell kam allerdings bereits dünneres Karosserieblech zur Anwendung (0,5 mm statt 0,7 mm).

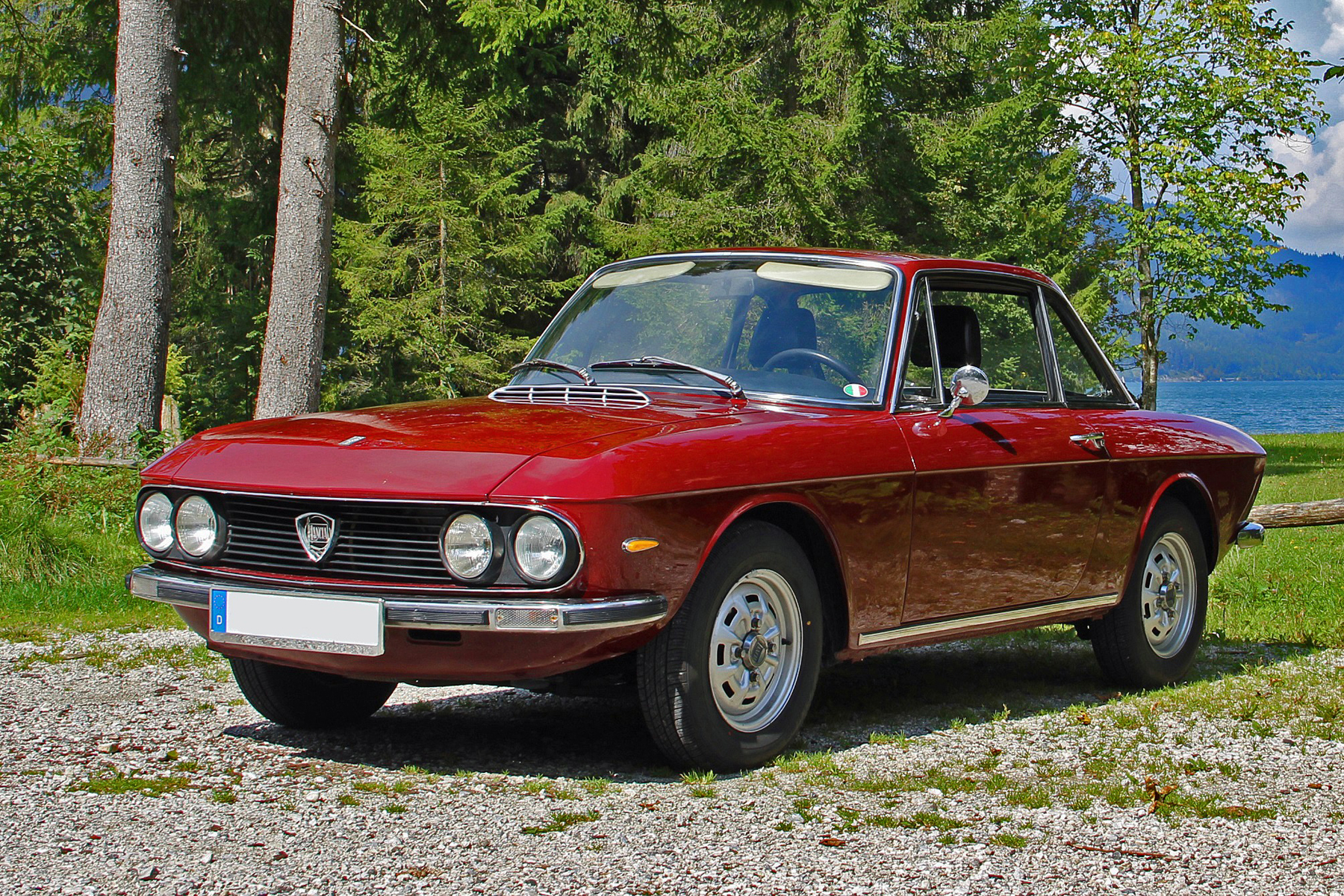
Lancia Fulvia 1.3 S (1970–1976)
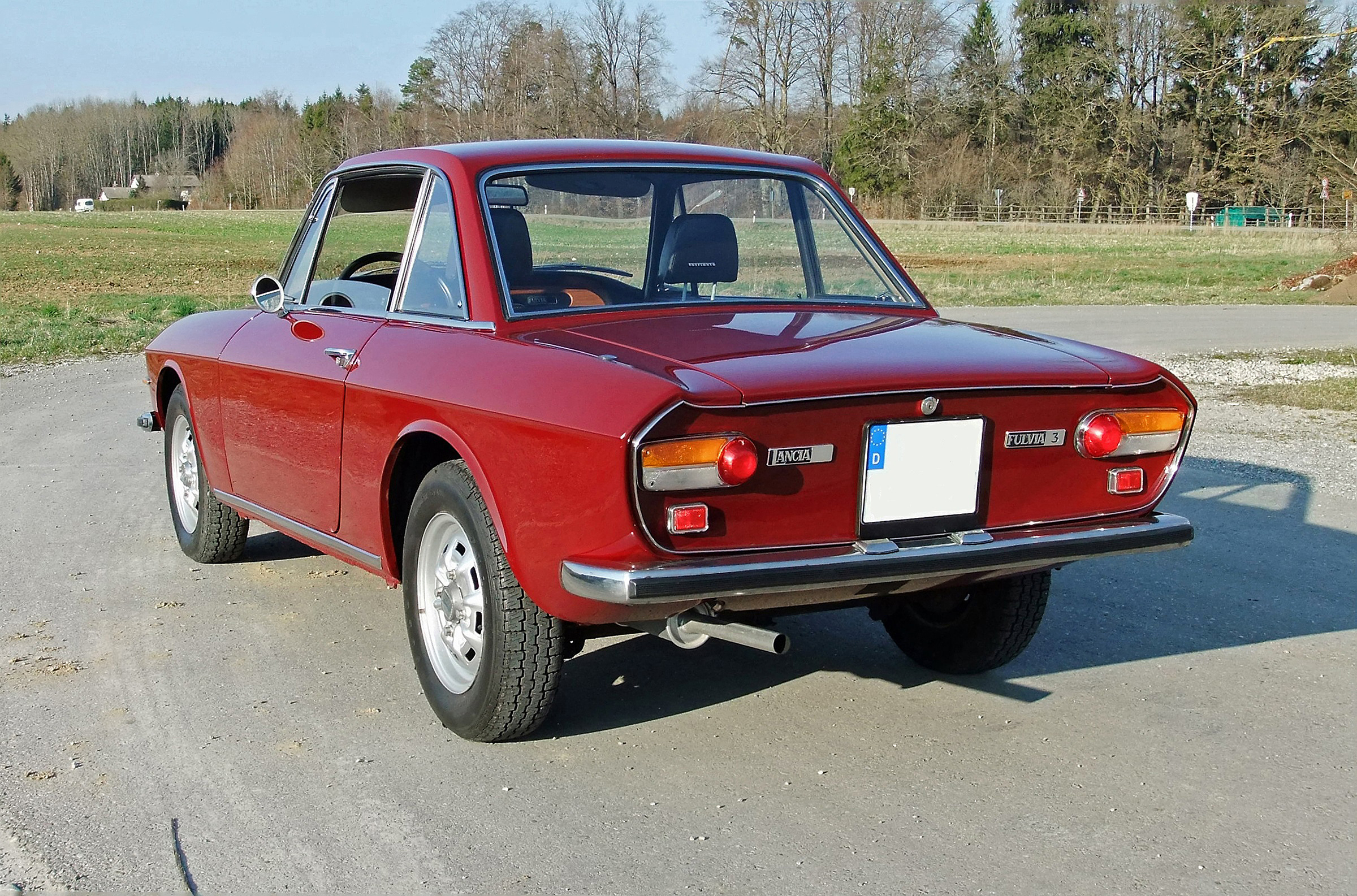
Heckansicht
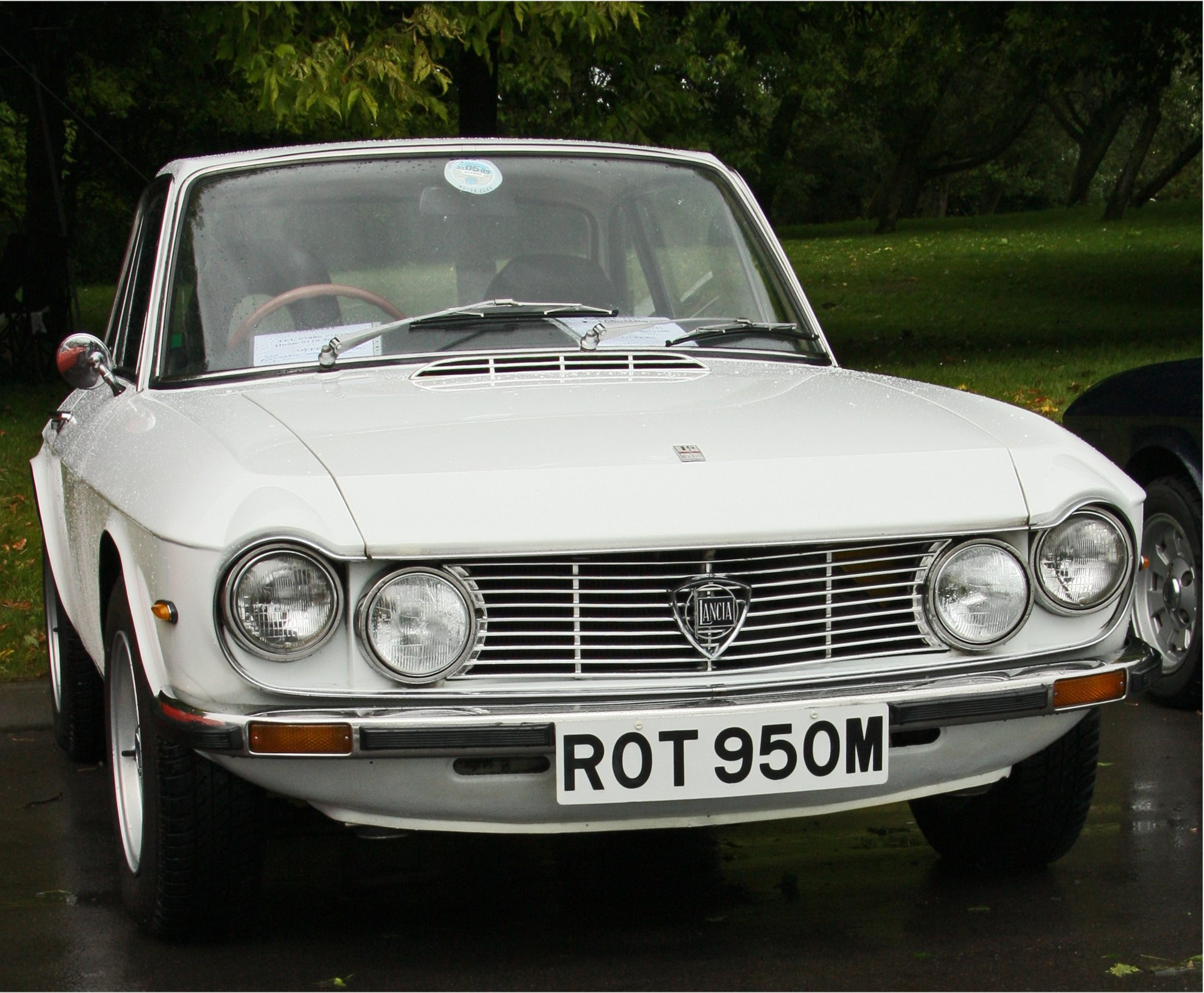
Lancia Fulvia Coupé 1600 HF (1970–1973)
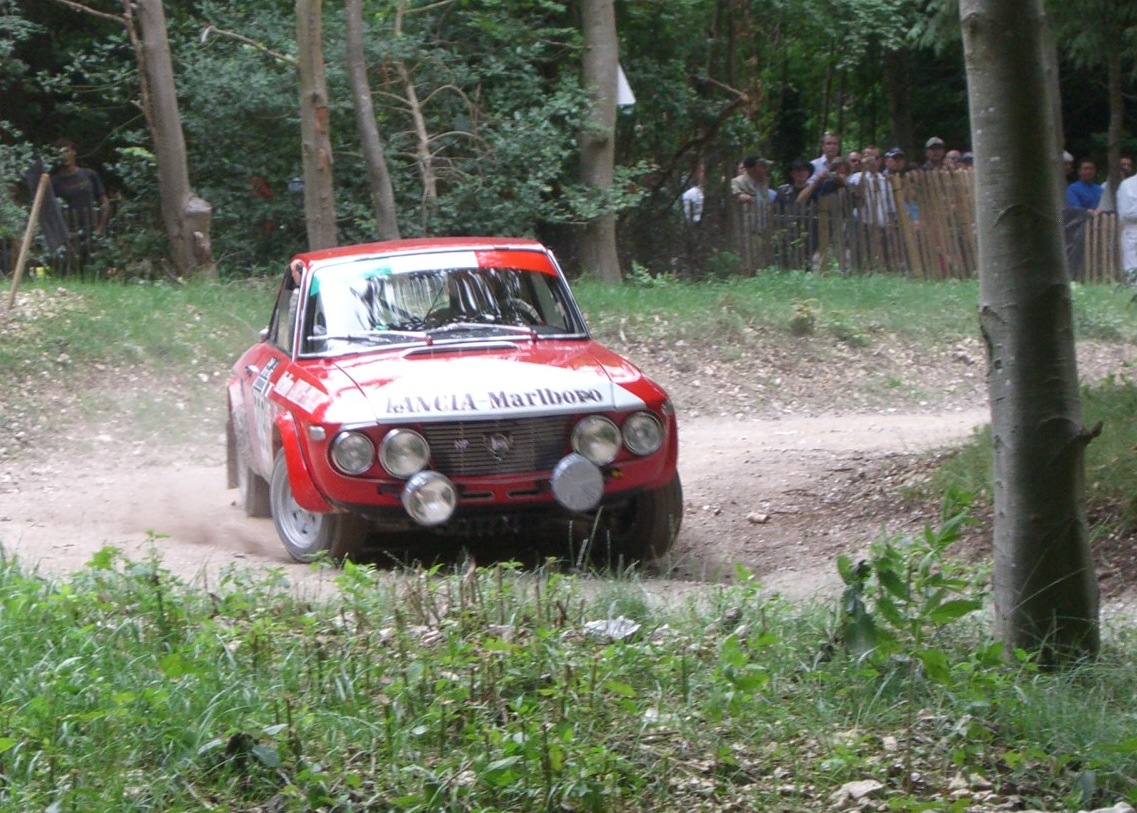
Lancia Fulvia HF (1973)

### Fulvia Sport
Zwischen Mitte 1970 und Ende 1972 wurde der Fulvia Sport 1.3 S hergestellt. Mechanisch war der Wagen mit dem 1.3 S Coupé der zweiten Serie identisch. Die etwas vereinfachte Zagato-Karosserie bestand nun ganz aus Stahl. Trotz des erhöhten Gewichtes von 960 kg erreichte der Fulvia Sport 180 km/h.
Der vom bekannten 1584-cm³-Motor des 1600 HF angetriebene Fulvia Sport 1600 war etwas komfortabler: er besaß als einziger Fulvia elektrische Fensterheber. Vom Fulvia Sport 1.3 S ist er durch versenkte Türgriffe und einen mattschwarzen Streifen auf der Motorhaube zu unterscheiden. Mit seinem 114 PS starken Motor beschleunigte der Wagen auf 190 km/h.

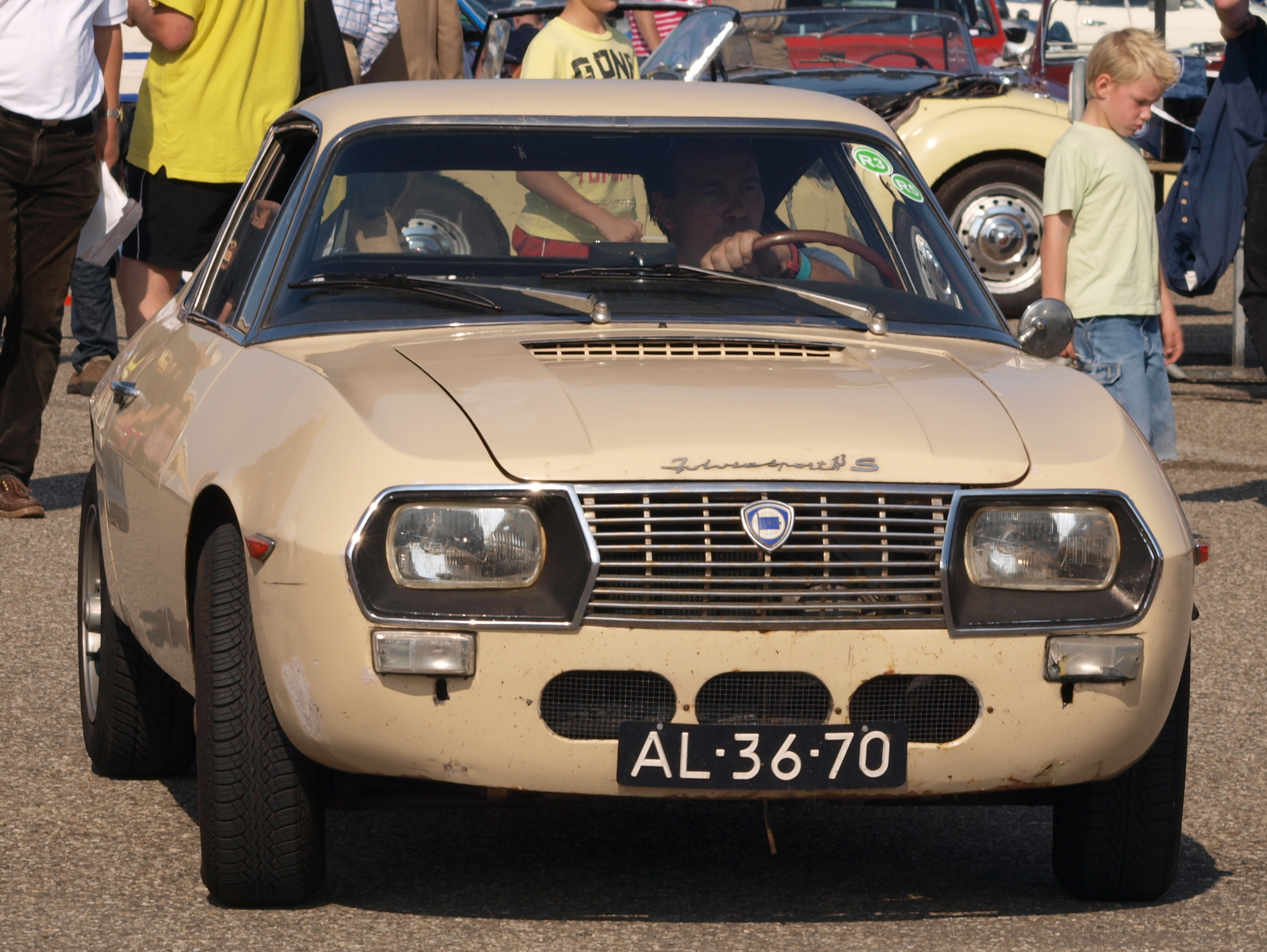
Lancia Fulvia Sport 1.3 S (1970–1972)
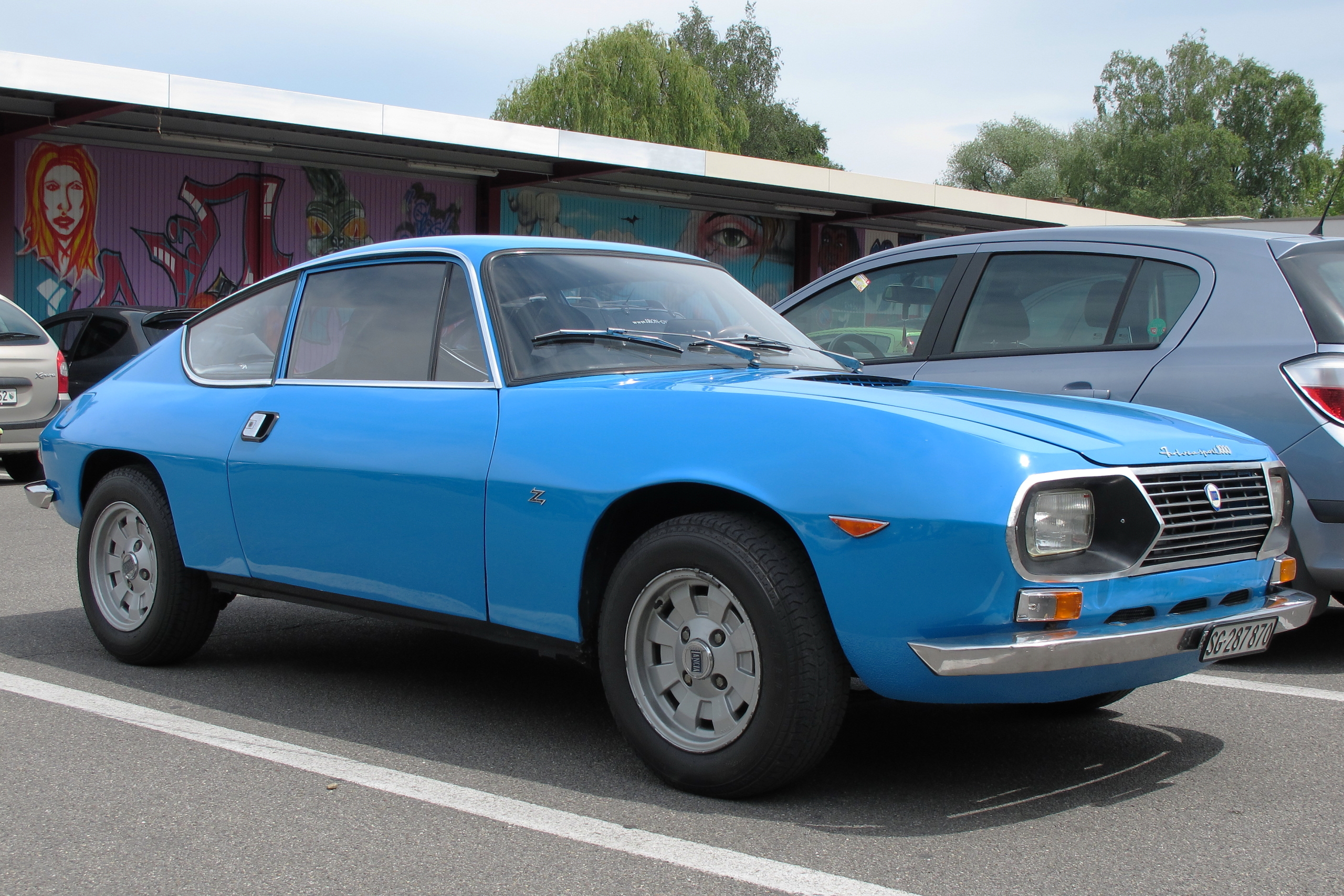
Lancia Fulvia Sport 1600 Zagato (1970–1972)
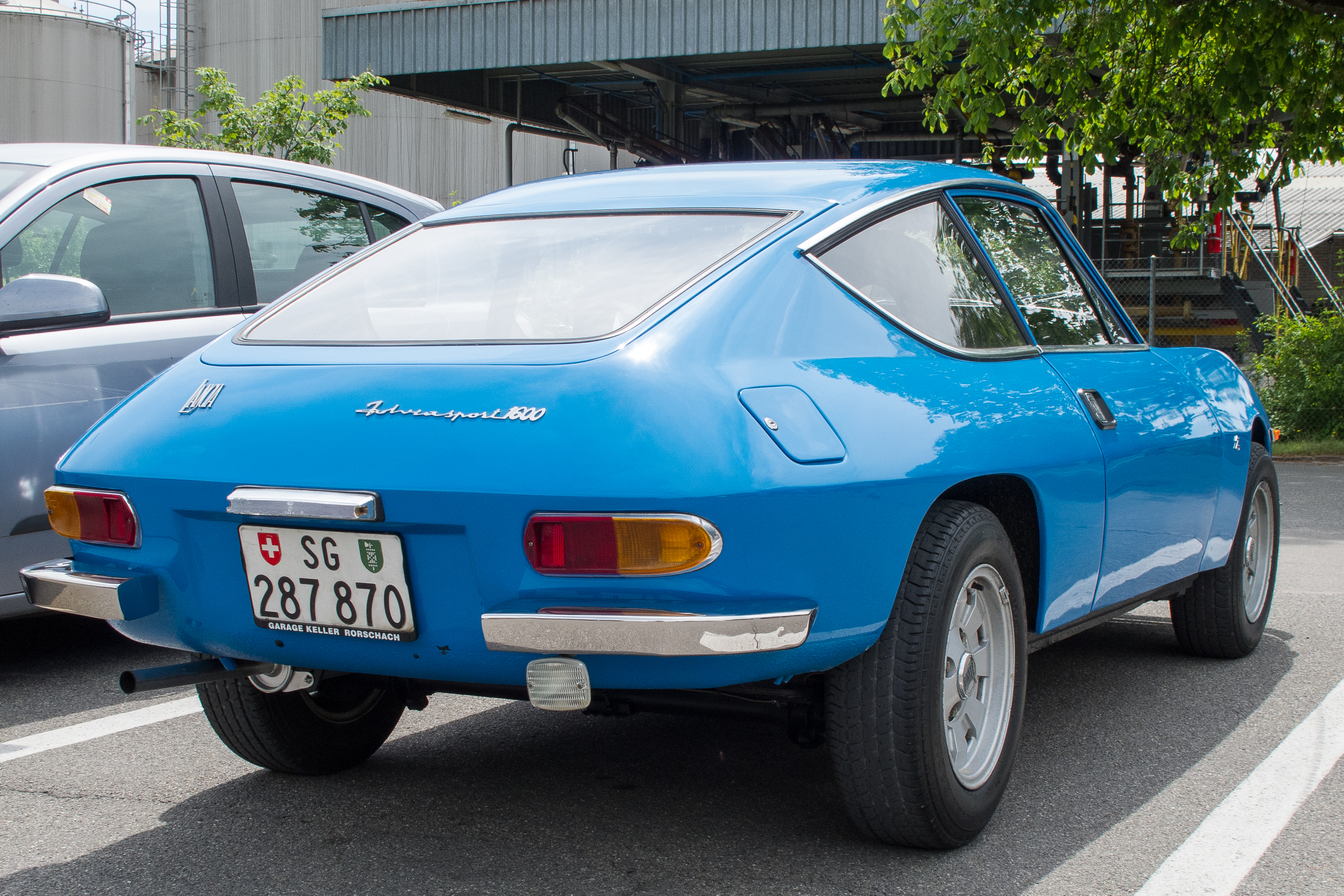
Heckansicht
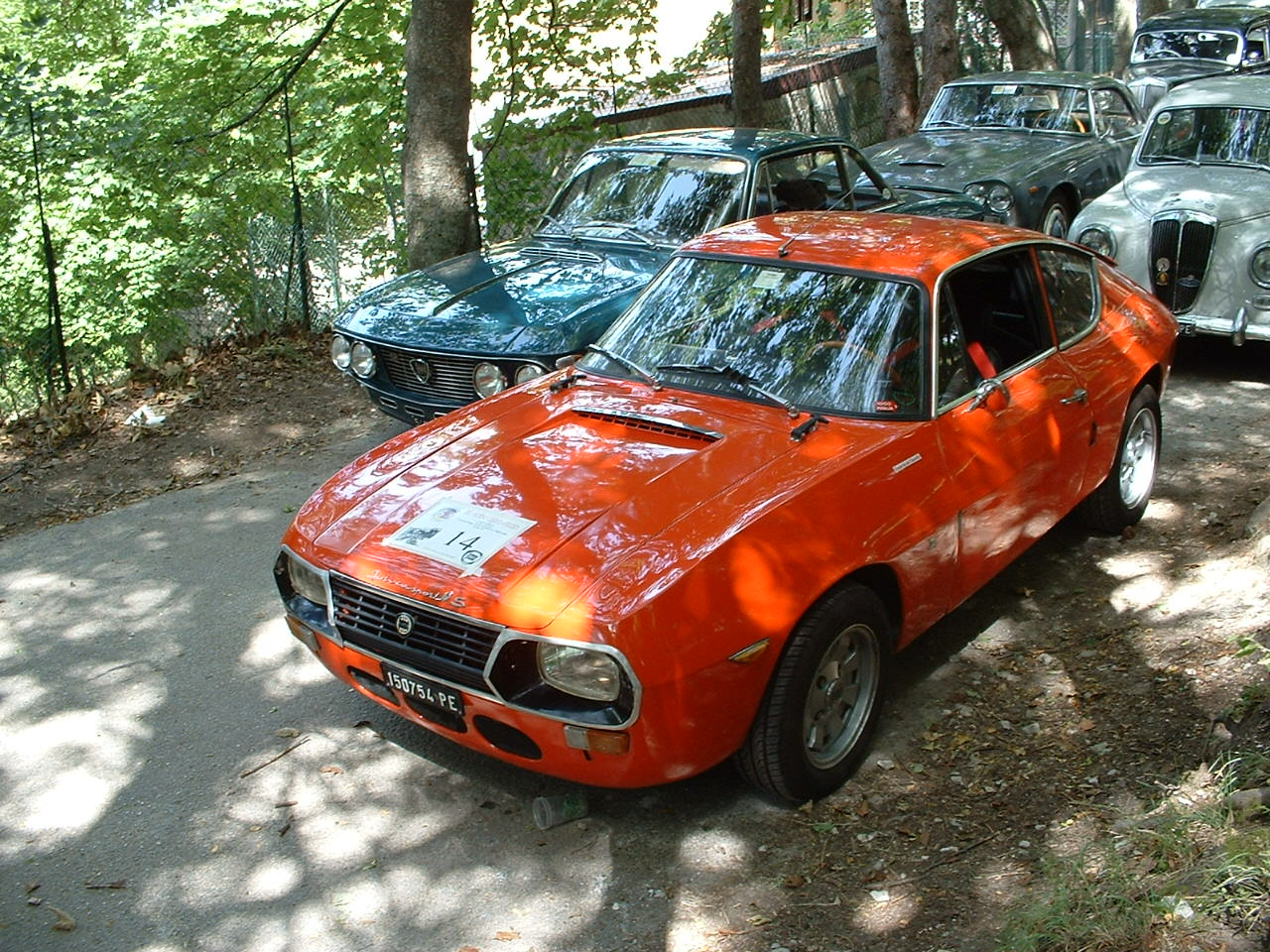
Lancia Fulvia Sport 1.3 Zagato II (1971)

## Produktionszahlen
Bei Produktionsende war Fulvia das bis dahin erfolgreichste Auto von Lancia. Insgesamt wurden knapp 340.000 Fahrzeuge gebaut, davon etwa 190.000 Limousinen und 140.000 Coupés.

### Fulvia Berlina
- Fulvia 1C (1963–1967): 32.200
- Fulvia 2C (1964–1967): 48.266
- Fulvia GT (1967–1969): 33.779
- Fulvia GTE (1968/1969): 10.386
- Fulvia Berlina (zweite Serie; 1969–1972): 64.006
- Insgesamt: 188.637

### Fulvia Coupé
- Fulvia 1.2 (1965–1967): 20.436
- Fulvia 1.2 HF (1966–1967): 435
- Fulvia 1.3 (1967–1969): 17.850
- Fulvia 1.3 HF (1967–1969): 882
- Fulvia 1.3 S (1968–1970): 16.827
- Fulvia 1.6 HF (1969–1970): 1258.
- Fulvia 1.3 S (zweite Serie; 1970–1976): 78.419
  - einschließlich der Sondermodelle
    - Fulvia 1.3 S „Montecarlo“ (4400)
    - Fulvia 3 „Montecarlo“ (2529)
    - Fulvia „Safari“ (900)

  - sowie der letzten Baureihe
    - Fulvia 3 (25.334)
- Fulvia 1600 HF Lusso und 1600 HF zweite Serie (1970–1973): 3690
- Insgesamt: 139.797

### Fulvia Sport
- Fulvia Sport 1.2 (1965–1967): 202
- Fulvia Sport 1.3 (1967–1969): 1602
- Fulvia Sport 1.3 S (1968–1970): 1898
- Fulvia Sport 1.3 S (zweite Serie; 1970–1972): 2600
- Fulvia Sport 1600 (1971–1972): 800
- Insgesamt: 7102

## Motorsport

### Rallyesport
Die Coupé-Version des Fulvia wurde auch in einer speziellen Version für den Rallyesport gebaut. Das Lancia Fulvia Coupé Rallye 1.6 HF war mit einem 1584-cm³-Motor mit 132 PS bei 6600/min und einem 5-Gang-Getriebe ausgestattet. Das Fahrzeug nahm ab 1970 an der International Championship for Manufacturers, dem Vorläufer der Rallye-Weltmeisterschaft teil, die das Lancia-Team mit diesem Wagen im Jahr 1972 gewann. Im selben Jahr gewann das Lancia-Werksteam mit Sandro Munari am Steuer auch die renommierte Rallye Monte Carlo.
Die Leistung des 1584-cm³-Motors war inzwischen auf 158 PS bei 7200/min gesteigert worden. Mit seinem geringen Gewicht von 830 kg und seinem Frontantrieb war das Fulvia Coupé ein starker Gegner für die Porsche 911 und Renault Alpine. Besonders auf schlechten Pisten war das Antriebskonzept des Lancia dem der stärkeren heckangetriebenen Fahrzeuge überlegen und sicherte dem kleinen Coupé viele Siege.
Nach der Einführung des legendären Stratos HF im Jahr 1972 wurde der Fulvia aus dem Werks-Rallyeteam zurückgezogen. Eines der letzten Rennen eines Lancia Fulvia Coupé war die Rallye Safari 1974: Munari/Drews erreichten den dritten Platz. Die fast unzähligen Einsätze des Fulvia Coupé vom 7. November 1965 bis zum 14. April 1974 leiteten Lancias jahrzehntelange Dominanz im Rallyesport ein.

### Rundstreckenrennen
Neben den im Rallyesport erfolgreichen Werkswagen Lancia Fulvia Coupé Rallye 1.6 HF gab es die von Zagato im Jahr 1968 hergestellten Rennwagen mit Aluminiumkarosserie: 27 Lancia Fulvia Sport Competizione und zwei weitere Fahrzeuge, die später als Sport Daytona bekannt wurden.
Die 27 Rennwagen der Baureihe 818332 wurden in den folgenden Jahren von Privatfahrern mit großem Erfolg in vielen lokalen Wettbewerben in Italien eingesetzt.
Die beiden Lancia Fulvia Sport Daytona wurden für Rennen in den USA modifiziert und erhielten dem dort geltenden Reglement entsprechende Doppelscheinwerfer unter Plexiglashauben, wurden durch die Verwendung von Plexiglas für Seiten- und Heckfenster erleichtert und bekamen auf 155 PS leistungsgesteigerte Motoren. 1969 nahmen diese beiden Fahrzeuge mit Werksunterstützung an zwei Langstreckenrennen in den USA teil. Am 2. und 3. Februar 1969 siegten  Claudio Maglioli und Raffaele Pinto auf ihrem Lancia Fulvia Sport Daytona beim 24-Stunden-Rennen von Daytona in der Klasse der Sportprototypen bis 2 Liter Hubraum und wurden 11. der Gesamtwertung. Beim 12-Stunden-Rennen von Sebring am 22. März 1969 erreichten Maglioli und Pinto den 18. Platz in der Gesamtwertung.

## FulviaConcept-Car

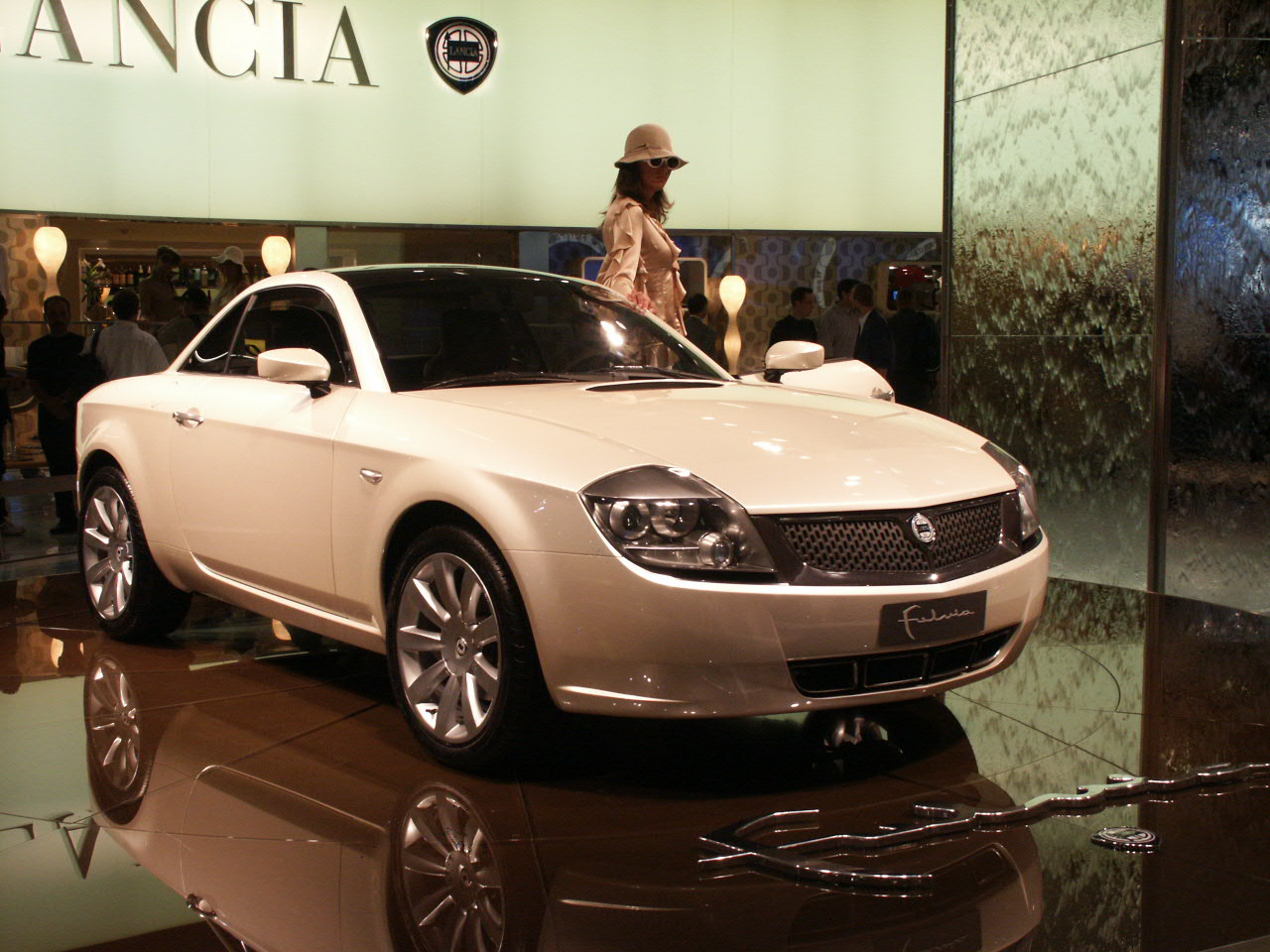
Fulvia Concept-Car (IAA 2003)

2003 präsentierte Lancia eine Studie, die wiederum den Namen Fulvia trug. Das Sportcoupé wurde von einem 1800-cm³-Motor mit vier Zylindern und 16 Ventilen angetrieben. Die Leistung von 103 kW (140 PS) war der der stärksten HF-Coupés ähnlich. Die Karosserie war komplett aus Aluminium gefertigt und ermöglicht im Zusammenhang mit moderner Aerodynamik eine Höchstgeschwindigkeit von 213 km/h.
Die Basis dieser Studie war der Fiat Barchetta, dessen Produktionsende damals bereits absehbar war. Deswegen ging dieses Fahrzeug trotz der durchweg positiven Resonanz beim Publikum nicht in Serie.